# ガエターノ・サヴィ

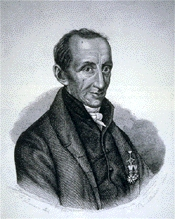
ガエターノ・サヴィ

ガエターノ・サヴィ（Gaetano Savi、1769年6月13日 - 1844年4月28日）はイタリアの植物学者、博物学者である。ピサ大学植物園長などを務めた。

## 略歴
フィレンツェで生まれた。フィレンツェで文学を学んだ後、トスカーナ大公フェルディナンド3世の奨学金を得て、ピサ大学で、ジョルジョ・サンティやジョヴァンニ・トッツェッティのもとで自然科学を学んだ。1795年に医師の資格を得るが、化学や物理、博物学の研究を続け、1801年からピサ大学で実験物理を教え始め、実験室の時代遅れの設備を刷新した。1809年に植物学の教授に任じられ、1814年にピサ大学植物園の園長となった。植物園長の時代にオーストリアが派遣したブラジルの博物学的探検に参加した古い友人ジュゼッペ・ラッディが集めた、ブラジルやエジプトの植物標本を購入した。1816年にスウェーデン王立科学アカデミーの会員に選ばれた。 1839年にピサで最初に開かれた、科学会議の生物学的部門の議長を務めた。著書に『ピサの植物』（"Flora Pisana"）、『トスカーナの樹木の研究』（"Trattato degli alberi della Toscana":1801）、『エトルリアの植物』（"Botanicon Etruscum";1808）、『イタリアの植物』（"Flora Italiana":1818）などがある。
息子のパオロ・サヴィ（Paolo Savi）は鳥類学者、博物学者になり、もう一人の息子、ピエトロ・サヴィ（Pietro Savi）は植物学者となり、ピサ大学植物園園長の仕事を継いだ。